# Cartone della pizza

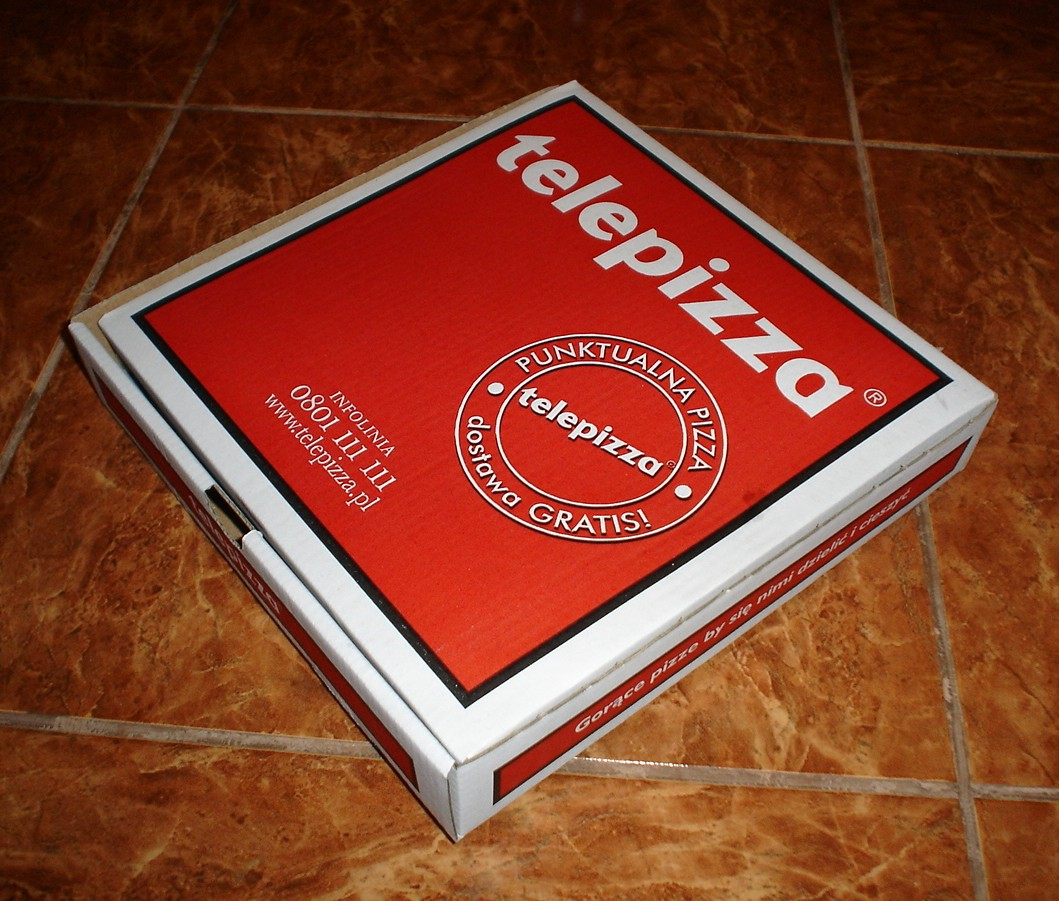
Scatola della catena Telepizza

Composizione della scatola porta pizza

Il cartone della pizza è una scatola pieghevole in cui vengono conservate le pizze calde da asporto.

## Caratteristiche
La scatola della pizza è spesso in cartone ondulato, deve essere resistente, economica, impilabile, isolata termicamente, deve permettere la regolazione dell'umidità e dev'essere adatta al trasporto di alimenti. La carta utilizzata, per realizzare le scatole di cartone, deve essere al 100% di fibre vegetali vergini. I cartoni della pizza si differenziano da quelli delle pizze surgelate, che contengono il prodotto congelato in fogli di plastica termosaldati, come nel caso di molti alimenti surgelati. 
La presenza di residui di cibo o di materiali plastici contenuti in alcuni cartoni per la pizza, se non rimossi, rendono tali imballaggi impossibili da riciclare.

### Salvapizza
Negli Stati Uniti molti cartoni per la consegna a domicilio sono dotati di un distanziatore in plastica (solitamente polipropilene) resistente al calore e posizionato al centro della pizza. Comunemente chiamato salvapizza (dall'inglese pizza saver, ma anche noto come package saver, box tent, pizza table, o pizza lid support), questo accorgimento impedisce al coperchio della scatola di toccare la pizza e fa sì che il formaggio e i condimenti non si attacchino al coperchio durante la consegna. La sua origine risale a un brevetto del 1985 a opera di Carmela Vitale. Il "salvapizza" è spesso criticato per lo spreco di risorse che comporta, in quanto viene utilizzato una sola volta e poi buttato.

## Storia
La scatola in cartone per asporto della pizza fu brevettata da Sergio Boscolo nel 1985. Nello stesso anno fondò la Trebox, un'azienda specializzata nella produzione su larga scala di questo prodotto. Solo in Italia vengono acquistate dalle pizzerie 700 milioni di scatole ogni anno.